# Vilnius University Business School

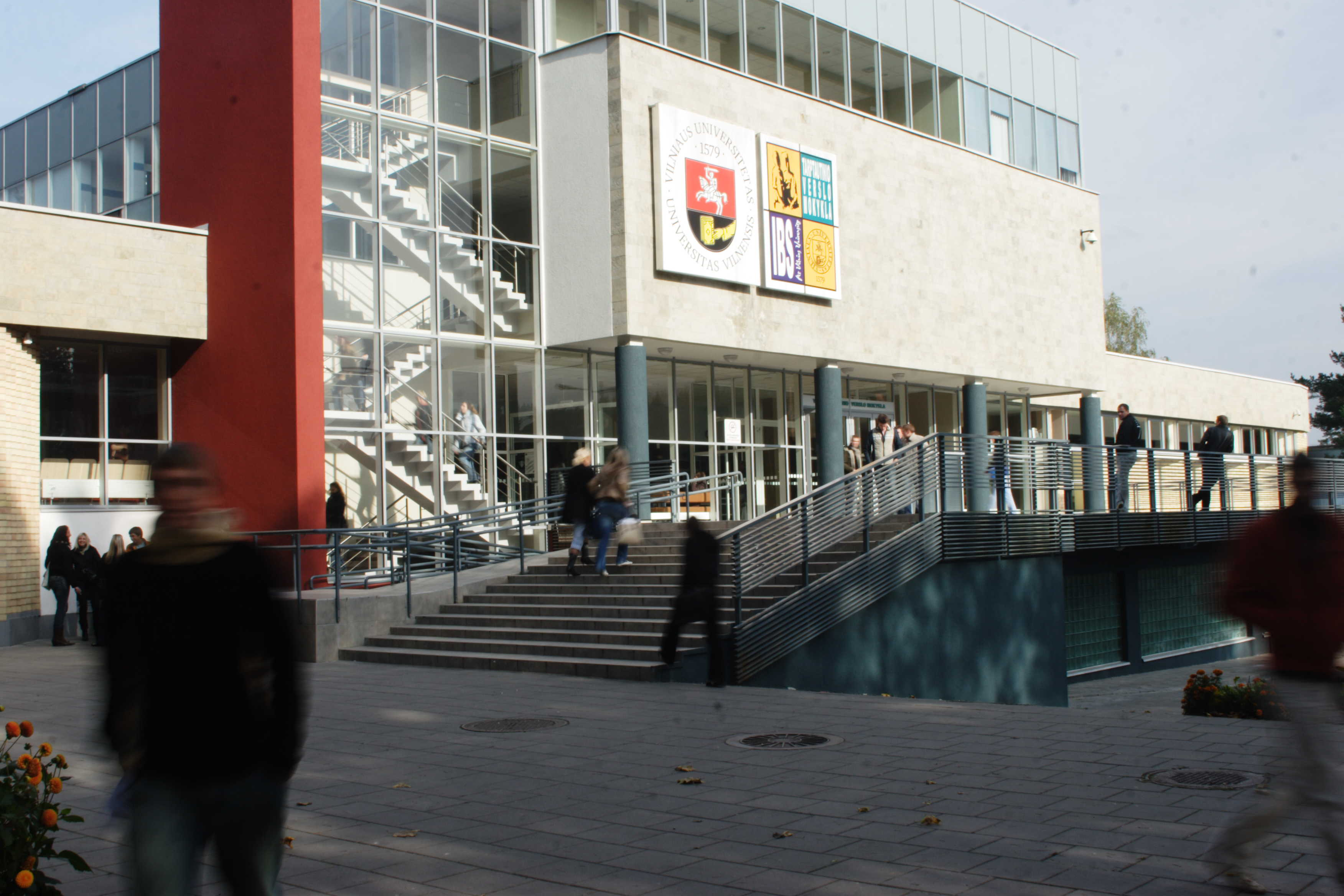
Gebäude

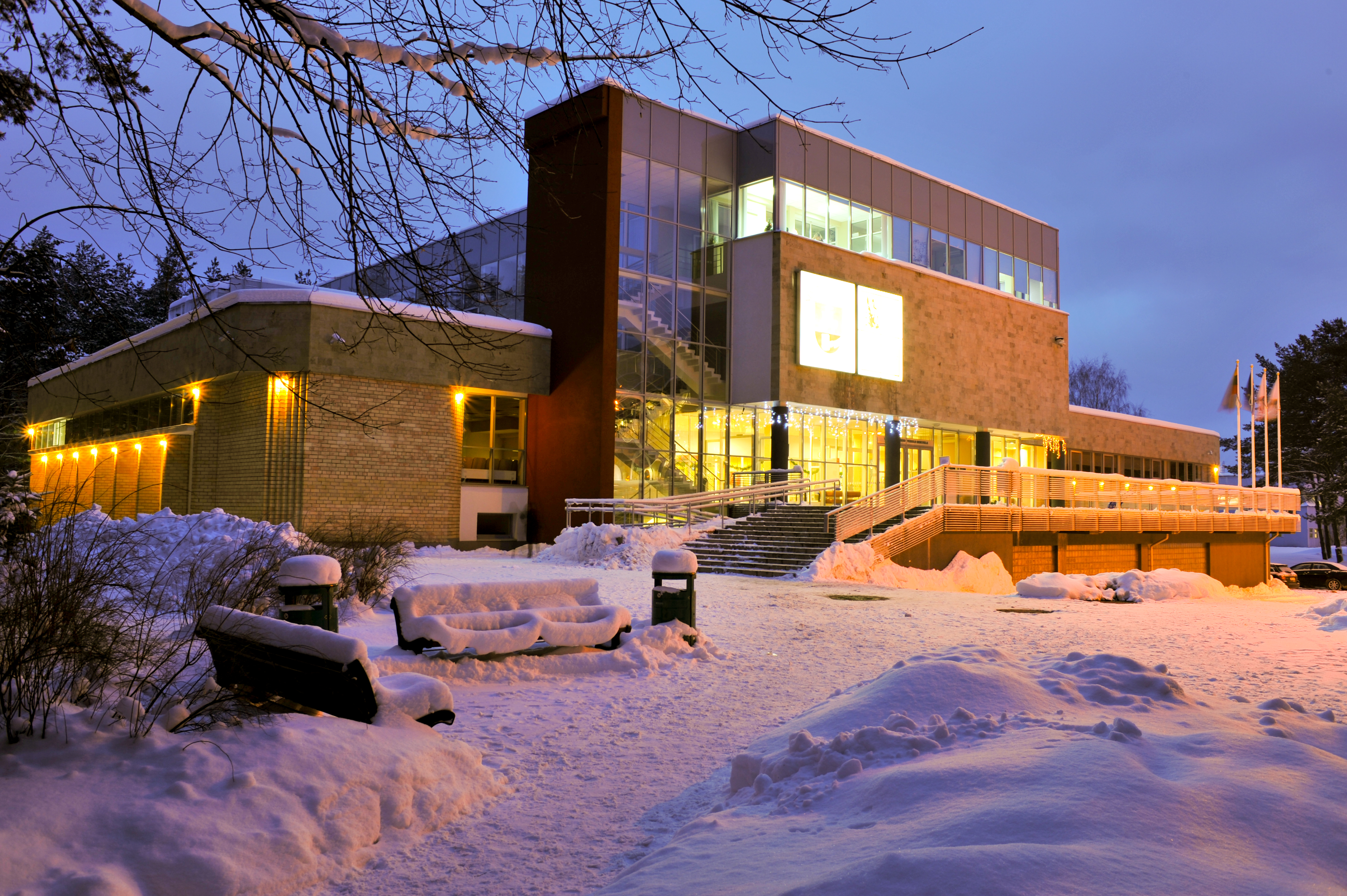
Im Winter

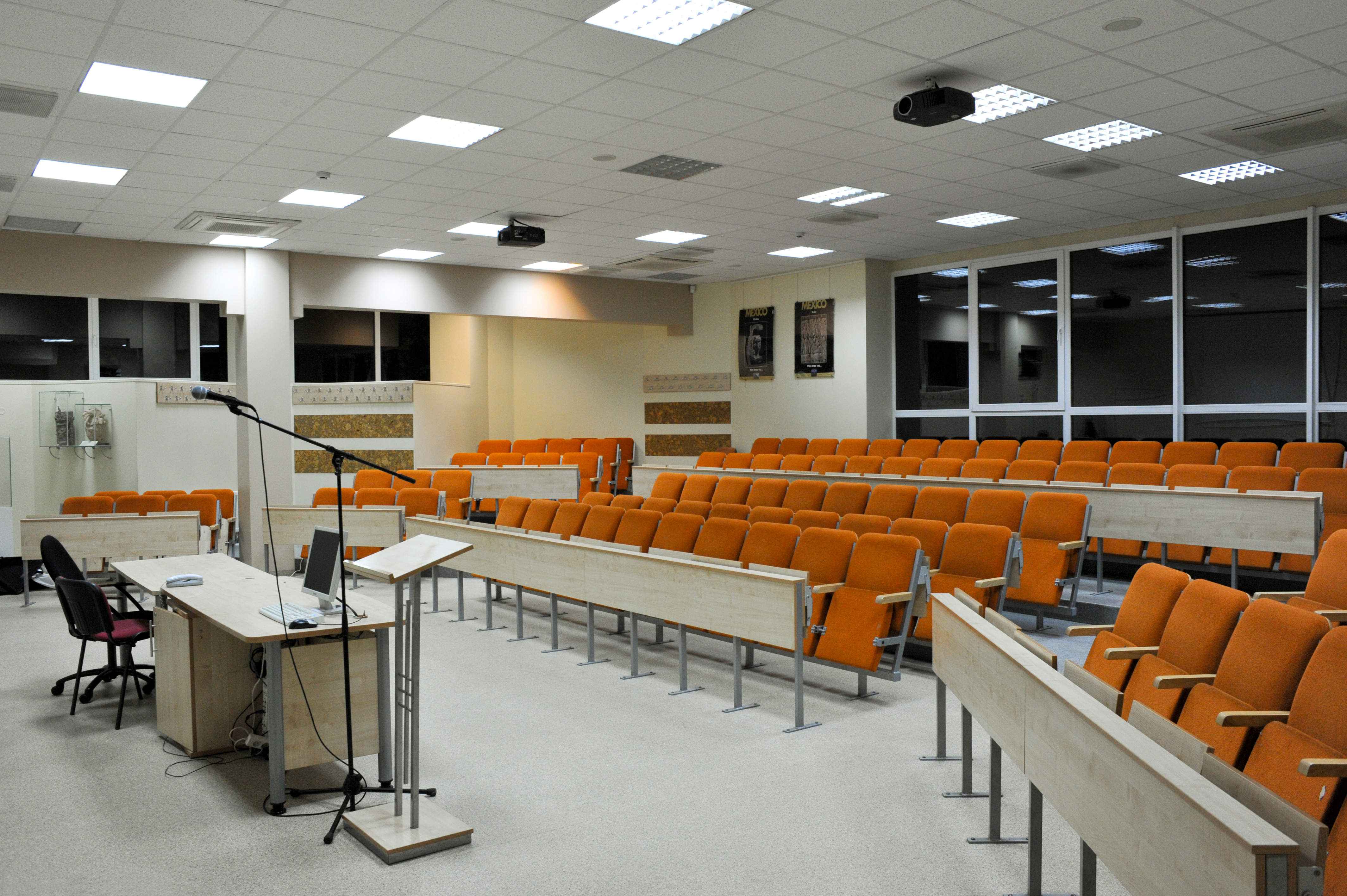
Hörsaal

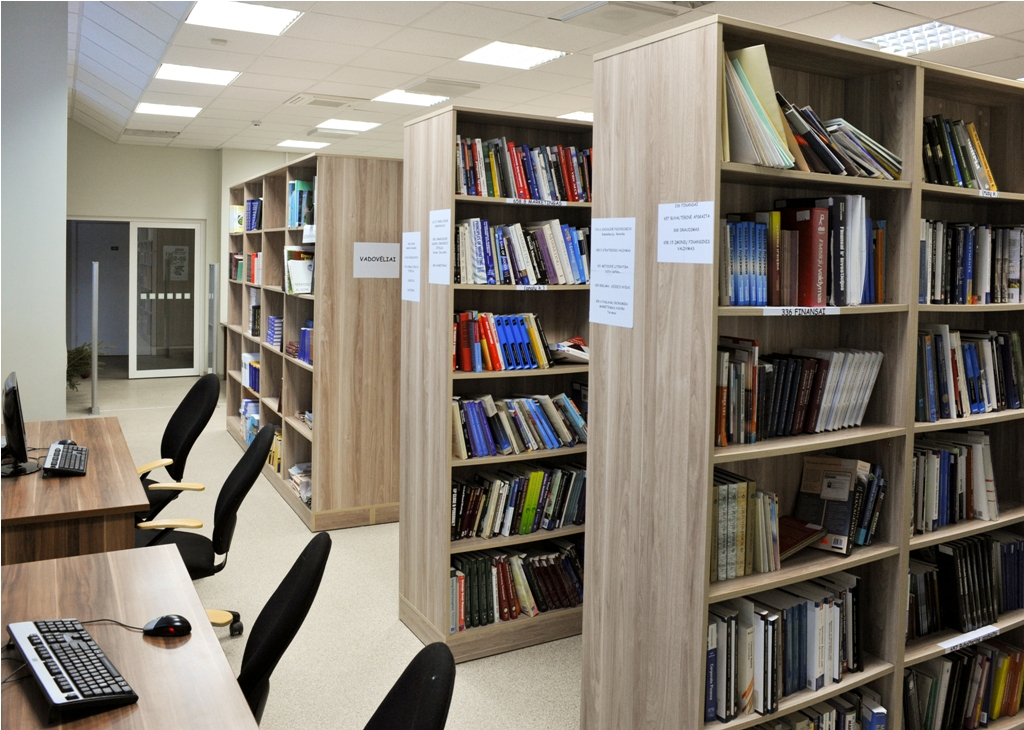
Bibliothek

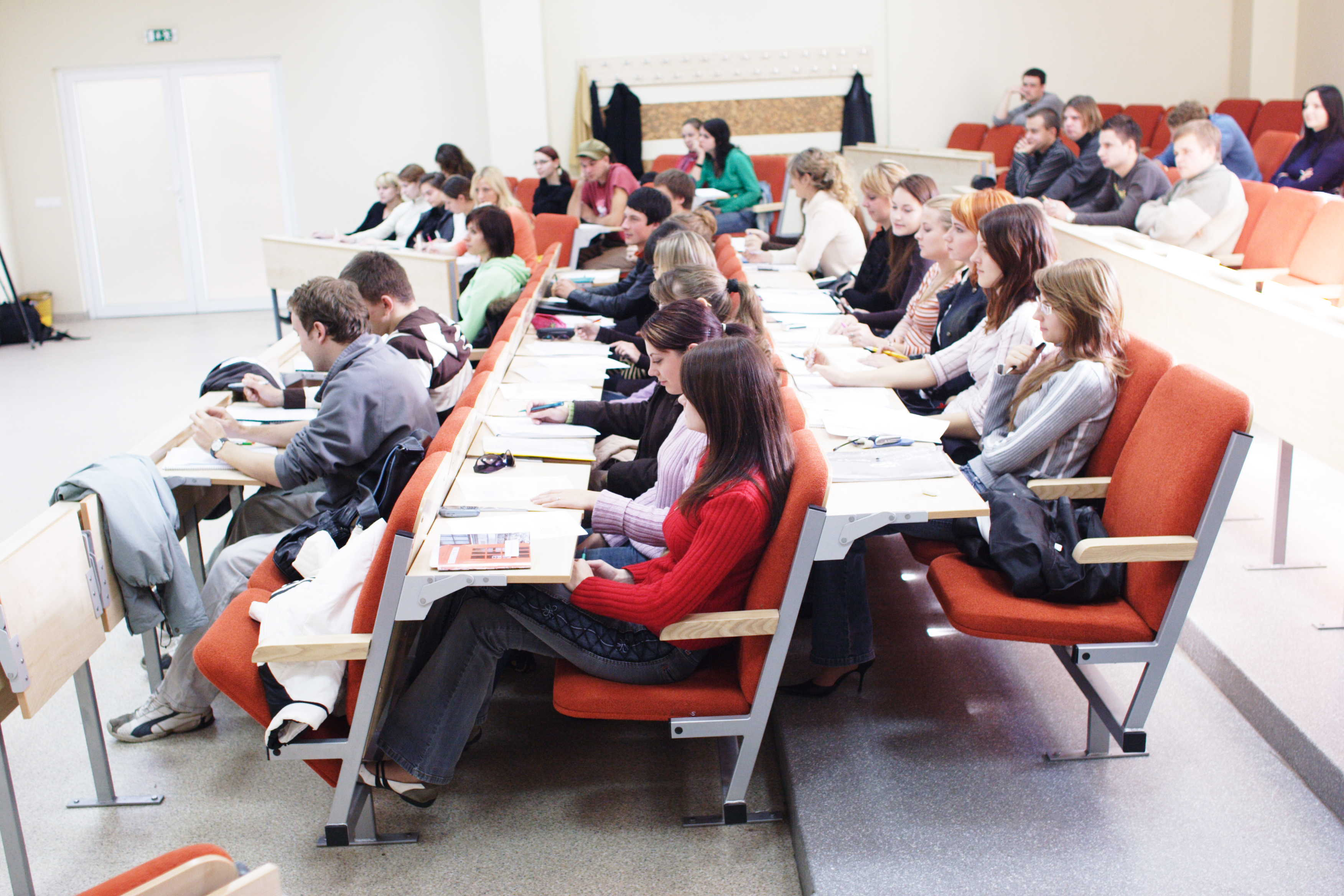
Studenten

Die Vilnius University Business School (lit. Vilniaus universiteto Verslo mokykla) ist eine Hochschule für Betriebswirtschaft in der litauischen Hauptstadt Vilnius, die seit 14. Juni 2016 zur Universität Vilnius gehört. Sie befindet sich im Stadtteil Saulėtekis an der Saulėtekio alėja. 

## Geschichte
1989 gründete die Universität Vilnius die Vilnius University International Business School. Seit 1996 werden an der VU IBS Bachelor- und Masterstudium angeboten. Zusätzlich gibt es ein spezialisiertes berufliches Studium. Im Jahr 2000 wurde die VU IBS unabhängig, der Status als öffentliche Einrichtung wurde im Jahr 2003 anerkannt. Am 14. Juni 2016 wurde die International Business School in die Universität Vilnius integriert.

## Studium
Das Studium wird in der litauischen und englischen Sprache angeboten.
Für das englischsprachige Studium sind die Sprachkenntnisse zu beweisen (mit TOEFL, IELTS, CPE, CAE oder BEC).
TOEFL (Internet-based) 69, IELTS 5.5.

## Studiengänge
Englisch
- International Business (BSc)
- International Marketing and Trade (MSc)
- International Project Management (MSc)

## Executive Education
- Finance and accounting;
- Marketing;
- Sales boosting techniques;
- Business Law;
- Strategy and Management;
- Human Resources Management;
- Leadership and Management;
- Innovation Management;
- Spezialisierte (Business oder allgemein) Fremdsprache.

## Hochschullehrer
- Gabija Grigaitė-Daugirdė (* 1982), Juristin und Justizpolitikerin, Vizeministerin
- Juozas Galginaitis, Jurist, Lektor, Vizeminister
- Arvydas Juozaitis (* 1956), Philosoph und Sportler, Olympiateilnehmer
- Roma Jusienė (*  1971), Psychologin
- Stasys Kropas (* 1953)
- Arminas Lydeka, Politiker, Dozent
- Gitanas Nausėda (* 1964),  Ökonom, Präsident Litauens (seit 2019)
- Margarita Starkevičiūtė, 1996–2004

## Verwaltung
- Akademische Amt
- Informationszentrum
- Management-Training-Center
- Career Center
- Internationale Beziehungen
- Innovation und Entrepreneurship Center
- Qualitäts- und Akkreditierungszentrum
- Personalabteilung
- Bilanzierung
- Beiträge der Studierenden Fragen
- Kauf- und Service-Abteilung
- IT-Administrator
- Bibliothek

## Leitung
Direktor
- bis 2013: Julius Niedvaras
- seit 2013: Arūnas Šikšta

Abteilungsleiter
- Leiterin des Amts für Studium: Birutė Miškinienė
- Leiterin des akademischen Amts:  Erika Vaiginienė

## Studenten
- Eitvydas Bingelis (* 1988), Sozialpolitiker, Vizeminister
- Arnoldas Burkovskis, Manager
- Ramūnas Kalvaitis
- Darius Kvedaravičius (* 1974), Politiker, Vizeminister für Umwelt
- Karolis Neimantas (* 1991), Politiker, Mitglied des Seimas
- Gintautas Paluckas (* 1979), Politiker, Premierminister von Litauen
- Arūnas Remigijus Zabulėnas
- Remigijus Žemaitaitis, Politiker
- Marija Jakubauskienė (*  1978),  Politikerin, Gesundheitsministerin